# Harrison (Maine)
Harrison és una població dels Estats Units a l'estat de Maine (EUA). Segons el cens del 2000 tenia 2.315 habitants.

## Demografia
Segons el cens del 2000, Harrison tenia 2.315 habitants, 920 habitatges, i 662 famílies. La densitat de població era de 27,1 habitants/km².
Dels 920 habitatges en un 32,7% hi vivien nens de menys de 18 anys, en un 57,1% hi vivien parelles casades, en un 9,3% dones solteres, i en un 28% no eren unitats familiars. En el 22,6% dels habitatges hi vivien persones soles el 9,6% de les quals corresponia a persones de 65 anys o més que vivien soles. El nombre mitjà de persones vivint en cada habitatge era de 2,52 i el nombre mitjà de persones que vivien en cada família era de 2,9.
Per edats la població es repartia de la següent manera: un 25,4% tenia menys de 18 anys, un 5,7% entre 18 i 24, un 28,6% entre 25 i 44, un 27,1% de 45 a 60 i un 13,3% 65 anys o més.
L'edat mediana era de 40 anys. Per cada 100 dones de 18 o més anys hi havia 96 homes.
La renda mediana per habitatge era de 35.478 $ i la renda mediana per família de 42.159 $. Els homes tenien una renda mediana de 30.726 $ mentre que les dones 22.311 $. La renda per capita de la població era de 17.898 $. Entorn del 6,9% de les famílies i el 9,3% de la població estaven per davall del llindar de pobresa.